# حسن شریفی
حسن شریفی (متولد ۱۹ فروردین ۱۳۱۰ – درگذشته ۲۱ تیر ۱۳۹۹) بازیگر و فیلمبردار بازنشسته اهل ایران بود. وی فارغ‌التحصیل رشته برق از هنرستان صنعتی تهران می‌باشد.

## زندگی
حسن درگزنی معروف به حسن شریفی متولد ۱۳۱۰ تهران، فارغ‌التحصیل برق از هنرستان صنعتی است. او فعالیت سینمایی را در سال ۱۳۲۸ به عنوان دستیار فیلمبردار فیلم «واریته بهاری» به کارگردانی پرویز خطیبی آغاز کرد. وی در طول پنجاه و هشت سال فعالیت هنری خود توانست آثاری بیاد ماندنی و مکتوب از سینمای ایران به جا بگذارد که از جمله این آثار می‌توان به کتاب‌های «نیم قرن خاطرات سینمای ایران»، «خاطرا ت من از امروز تا همین پنجاه سال پیش (خاطرات ساموئل خاچیکیان)» و سومین اثر «پیشکسوتان سینمای ایران» اشاره کرد. شریفی با ساخت فیلم کوتاه بیا با هم زندگی کنیم جایزه بهترین فیلم کوتاه رنگی را از جشنواره داخلی دریافت کرد. وی همچنین اوایل سال ۸۸ مؤلف کتابی به نام خاطرات جذاب سینما بوده‌است. پیشکسوتی که خیلی از پیشکسوتان سینمای ایران را به این عرصه معرفی کرد.
حسن شریفی در تاریخ ۲۱ تیرماه ۱۳۹۹ به دلیل کهولت سن درگذشت.

## دستیار کارگردان
- چاووش (فیلم) (۱۳۶۹)

## بازیگر
- شب روباه (۱۳۷۵)
- بلوف (فیلم) (۱۳۷۲)
- مردی در آینه (فیلم) (۱۳۷۱)
- فصل خاکستری (۱۳۶۲)
- هارون و قارون (۱۳۴۶)
- سرسام (۱۳۴۴)
- شیطان در می‌زند (۱۳۴۳)
- قربانی هوس (۱۳۴۲)
- یک نگاه (۱۳۳۱)

## مدیر تهیه
- معشوقه (فیلم) (۱۳۵۲)
- خاطرخواه (۱۳۵۱)
- بی عشق هرگز (۱۳۴۵)
- جهان پهلوان (۱۳۴۵)
- خداحافظ تهران (۱۳۴۵)
- داماد فراری (۱۳۴۵)
- سه ناقلا در ژاپن (۱۳۴۵)
- شمسی پهلوان (۱۳۴۵)
- عصیان (۱۳۴۵)
- هاشم خان (۱۳۴۵)
- خوشگل خوشگلا (۱۳۴۴)
- دنیای پول (۱۳۴۴)
- زن و عروسک‌هایش (۱۳۴۴)
- سرسام (۱۳۴۴)
- سه کارآگاه خصوصی (۱۳۴۴)
- ساحل انتظار (۱۳۴۲)
- قربانی هوس (۱۳۴۲)
- مردها و جاده‌ها (۱۳۴۲)
- وحشت (۱۳۴۲)
- زمین تلخ (۱۳۴۱)
- کلید (۱۳۴۱)
- دست تقدیر (۱۳۳۸)
- دشمن زن (۱۳۳۷)
- مادر (فیلم ۱۳۳۱) (۱۳۳۱)

## مدیر تولید
- شب روباه (۱۳۷۵)
- هارون و قارون (۱۳۴۶)
- شیطان در می‌زند (۱۳۴۳)
- قربانی هوس (۱۳۴۲)

## دستیار فیلم‌بردار
- ببر مازندران (فیلم) (۱۳۴۷)
- سه دیوانه (۱۳۴۷)
- هارون و قارون (۱۳۴۶)
- بی عشق هرگز (۱۳۴۵)
- جهان پهلوان (۱۳۴۵)
- خداحافظ تهران (۱۳۴۵)
- داماد فراری (۱۳۴۵)
- سه ناقلا در ژاپن (۱۳۴۵)
- عصیان (۱۳۴۵)
- هاشم خان (۱۳۴۵)
- زن و عروسک‌هایش (۱۳۴۴)
- سرسام (۱۳۴۴)
- سه کارآگاه خصوصی (۱۳۴۴)
- ببر رینگ (۱۳۴۳)
- شیطان در می‌زند (۱۳۴۳)
- ضربت (۱۳۴۳)
- گناه من چیست (۱۳۴۳)
- جاده مرگ (۱۳۴۲)
- زن‌ها فرشته اند (۱۳۴۲)
- ساحل انتظار (۱۳۴۲)
- قربانی هوس (۱۳۴۲)
- مردها و جاده‌ها (۱۳۴۲)
- وحشت (۱۳۴۲)
- دلهره (۱۳۴۱)
- زمین تلخ (۱۳۴۱)
- کلید (۱۳۴۱)
- گربه وحشی (۱۳۴۱)
- گرگهای گرسنه (۱۳۴۱)
- دختری فریاد می‌کشد (۱۳۴۰)
- فریاد نیمه شب (۱۳۴۰)
- یک قدم تا مرگ (۱۳۴۰)
- بچه‌های محل (۱۳۳۹)
- پول حلال (۱۳۳۹)
- شیر فروش (۱۳۳۹)
- دست تقدیر (۱۳۳۸)
- قاصد بهشت (۱۳۳۸)
- دشمن زن (۱۳۳۷)
- طوفان در شهر ما (۱۳۳۷)
- خورشید می‌درخشد (۱۳۳۵)
- شب‌نشینی در جهنم (۱۳۳۵)
- امیرارسلان نامدار (۱۳۳۴)
- چهار راه حوادث (۱۳۳۴)
- خون و شرف (۱۳۳۴)
- مهتاب خونین (۱۳۳۴)
- دختری از شیراز (۱۳۳۳)
- افسونگر (۱۳۳۲)
- شب‌های تهران (۱۳۳۲)
- گرداب (۱۳۳۲)
- مادر (۱۳۳۱)
- یک نگاه (۱۳۳۱)
- شرمسار (۱۳۲۹)
- واریته بهاری (۱۳۲۸)

## عکس
- بلوف (فیلم) (۱۳۷۲)
- دام (فیلم ۱۳۷۴)(۱۳۷۴)